# Philip Hellquist
Philip Nikola Björn Hellquist (* 12. Mai 1991 in Stockholm) ist ein ehemaliger schwedischer Fußballspieler.

## Karriere

### Verein
Hellquist wuchs in Kista, einem Stadtteil von Stockholm auf und begann im Alter von fünf Jahren das Fußball spielen bei Djurgårdens IF. Schnell wurden andere europäische Mannschaften auf ihn aufmerksam, der FC Arsenal bot ihm einen Platz in seiner U-17-Mannschaft an. Doch aufgrund einer Hüftverletzung kam kein Wechsel zustande. Auch bei Birmingham City und dem FC Empoli stand er unter Beobachtung.
Sein allererstes Profispiel absolvierte er bei der 2:4-Niederlage gegen IK Sirius im Svenska Cupen, in dem er sein erstes Tor erzielte.
Der 1,84 Meter große Stürmer debütierte in der Liga am 2. Juli für DIV, als er bei der 0:2-Heimniederlage gegen IF Elfsborg in der 83. Minute für Jones Kusi-Asare ins Spiel kam.
Am Ende der Saison 2008 wurde er vom Verein als bester Jugendspieler des Vereins ausgezeichnet.
Im März 2010 verlängerte Hellquist seinen noch laufenden Vertrag um drei weitere Jahre.
Im Januar 2015 wechselte Hellquist zum SC Wiener Neustadt. Am 5. Juni 2015 wurde sein Wechsel zum Wolfsberger AC vermeldet.
Nach der Saison 2016/17 verließ er den WAC. Im August 2017 wechselte er zurück nach Schweden zu Kalmar FF.
2018 unterschrieb er bei PAS Giannina in Griechenland, wo er zu sieben Einsätzen in der griechischen Super League kam. Noch im selben Jahr kehrte Hellquist nach Schweden zurück und schloss sich IF Brommapojkarna an. Dort spielte er zwischen 2018 und 2020 sowohl in der Allsvenskan als auch in der zweiten Liga, der Superettan. Während dieser Zeit kam er auf mehr als 60 Pflichtspieleinsätze und erzielte über 15 Tore, wobei er sich als wichtiger Offensivspieler etablierte.
Im Jahr 2020 wagte der Schwede einen weiteren Auslandsschritt und wechselte zu Chungnam Asan FC in die südkoreanische K League 2, wo er in 15 Partien vier Tore erzielte.
2021 führte sein Weg nach Finnland zu Kuopion Palloseura (KuPS) in die Veikkausliiga, Finnlands höchster Spielklasse. Hier absolvierte er zwei Spiele. Im Anschluss kehrte er zu IF Brommapojkarna zurück, wo er bis 2022 erneut eine wichtige Rolle einnahm.
Seit 2023 steht Hellquist bei Täby FK in der dritthöchsten schwedischen Spielklasse (Ettan Norra) unter Vertrag. In der Saison 2023 kam er auf 24 Spiele und sechs Tore, 2024 folgten 15 Einsätze und ein Tor.

### Nationalmannschaft
Im April 2007 wurde er das erste Mal in die U-16-Nationalmannschaft für ein Freundschaftsspiel gegen Lettland berufen. In diesem Spiel absolvierte er sein Debüt und erzielte beim 6:0-Sieg den letzten Treffer.